# Alexander Hüther
Alexander Hüther (* 26. Juli 1957 in Frankenthal) ist ein deutscher Gitarrist, Songwriter, Musikverleger und Produzent.

## Leben
Alexander Hüther begann im Alter von 16 Jahren Gitarre zu spielen. Nach mehreren lokalen Projekten im Raum Frankenthal war er Mitglied der Mannheimer Formation McScrooge (1977–1980). Aus dieser Band heraus entwickelte sich die Gruppe Camilla Motor (1980–1983). Nach Abschluss seines Studiums arbeitete er in den 1980er und 1990er Jahren als freier Produzent für Indie-Künstler und Bands in Deutschland, Spanien und Italien. Daneben widmete er sich der Nachwuchsförderung und war als Gitarrenlehrer tätig. 1991 produzierte er den ersten Frankenthaler Rock-Sampler, der als Meilenstein in der Entwicklung der lokalen Rock-Szene gilt. Im Jahr 2013 feierte er sein 40-jähriges Bühnenjubiläum.
Zurzeit ist er Mitglied der Frankenthaler Rockgruppe Grabowsky (unter dem Pseudonym Alexander H. GRABOWSKY).

## Veröffentlichungen
Als Musiker
McScrooge
- Chilli con carne

Camilla Motor:
- Camilla Motor (WEA)
- Ein neues Glück (Jupiter)

Als Produzent (Auszug)
- Nize Guys (1988, DUST-Records/BMG-Ariola)
- CTH (1989, DUST-Records)
- The Twisters (1989, DUST-Records)
- Step on Stage (1990, DUST-Records)

Als Musiker und Produzent (Auszug)
- Anni B. (1989, DUST-Records)
- Claudio Brandi (1991, Ariola)
- Here we go (1991, Sampler)
- Peter Pfaff (1990, DUST-Records)

Grabowsky
- Riesling-Schorle (Maxi, 1997, DUST-Records)
- ... alles GRABOWSKY ?! (1997 DUST-Records)
- Das geht in Ordnung! Live. (1998, DUST)
- Silber ist Gold (1999, DUST-Records)
- Strohhutfest (2000, Maxi, DUST-Records)
- Weinkönig (2001, DUST-Records)
- Volles Rohr – Live (2003, DUST-Records)
- Radio (2006, DUST-Records)
- Grobe Freundschaft, Dan! unplugged (Maxi 2008, DUST-Records)
- VYMPH (2011, DUST-Records)

| Personendaten    | Personendaten                                                |
| ---------------- | ------------------------------------------------------------ |
| NAME             | Hüther, Alexander                                            |
| KURZBESCHREIBUNG | deutscher Gitarrist, Songwriter, Musikverleger und Produzent |
| GEBURTSDATUM     | 26. Juli 1957                                                |
| GEBURTSORT       | Frankenthal                                                  |